# Rodeo (Kalifornia)
Rodeo – jednostka osadnicza w Stanach Zjednoczonych, w stanie Kalifornia, w hrabstwie Contra Costa.